# Чили на зимних Олимпийских играх 1998
Чили принимала участие в Зимних Олимпийских играх 1998 года в Нагано (Япония) в двенадцатый раз за свою историю, но не завоевала ни одной медали.

## Состав сборной
Чили представляли трое спортсменов, все — мужчины-горнолыжники. Младшим участником сборной был 21-летний Томас Гроб, старшим  —  30-летний Нильс Линнеберг. Знаменосцем был Дункан Гроб. 

## Результаты
Наилучшим результатом чилийской сборной на этой Олимпиаде стало 11 место Томаса Гроба в горнолыжной комбинации.

### Горнолыжный спорт
Соревнования проводились с 10 по 21 февраля. Скоростные дисциплины — скоростной спуск и супергигант — прошли на горнолыжном курорте Хаппо Онэ, а слаломные дисциплины на курорте Сига Когэн.
Мужчины
| Спортсмен       | Соревнование     | Время          | Место |
| --------------- | ---------------- | -------------- | ----- |
| Томас Гроб      | скоростной спуск | не финишировал | —     |
| Райнер Гроб     | скоростной спуск | 1:58,75        | 28    |
| Нильс Линнеберг | скоростной спуск | 1:56,59        | 26    |
| Томас Гроб      | супергигант      | не финишировал | —     |

Мужчины — комбинация 
| Спортсмен   | Слалом  | Слалом  | Скоростной спуск | Всего       | Всего |
| Спортсмен   | Время 1 | Время 2 | Время            | Общее время | Место |
| ----------- | ------- | ------- | ---------------- | ----------- | ----- |
| Райнер Гроб | 58,50   | 54,63   | 1:41,26          | 3:34,49     | 13    |
| Томас Гроб  | 56,51   | 51,41   | 1:40,68          | 3:28,60     | 11    |